# Vacances sans histoires
Vacances sans histoires est la quarante-neuvième histoire de la série Spirou et Fantasio d'André Franquin. Elle est publiée pour la première fois dans Spirou du no 1023 au no 1033.

## Univers

### Prélude: grève de Fantasio
Après la fin de la publication de l'histoire Le Voyageur du Mésozoïque, Fantasio se met en grève et refuse d'apparaitre dans les prochains numéros de Spirou (du no 1019 au no 1022). Il reproche à l'auteur Franquin de l'avoir ridiculisé dans son précédent reportage, où il a connu quelques déboires de santé (un énorme rhume). De plus, Fantasio a du mal à gérer Gaston Lagaffe fraichement arrivé chez Spirou. En effet, celui qui est désigné le "héros sans emploi" commet des gaffes dans le journal chaque semaine. Néanmoins, après quatre semaines de négociations, Fantasio met fin à la grève et va prendre des vacances avec Spirou à partir de la semaine suivante (dans le no 1023).
L'épisode de la grève de Fantasio se sera pas repris en album, mais sera repris dans le tome 0 de la nouvelle série Gaston (Les Archives de Lagaffe) en 2018.

### Synopsis
Après avoir connu quelques déboires de santé (un énorme rhume) qui l'ont quelque peu ridiculisé dans l'aventure précédente, Fantasio n'a plus qu'une envie : prendre des vacances au soleil, loin des soucis. 
Parvenu dans une région méridionale en compagnie de Spirou, au volant de leur Turbotraction, il laisse par distraction la clé de contact au tableau de bord. Le roi du pétrole Ibn-Mah-Zoud, daltonien, confond alors leur voiture (bleue) avec sa propre Turbotraction (rouge) et l'emprunte sans penser à mal. Piètre conducteur, et danger public sur la route, l'émir ne tarde pas à provoquer plusieurs accidents et finit par littéralement désintégrer la voiture.
Pour remplacer le véhicule perdu, Fantasio transforme une De Dion-Bouton (prétendument datée de 1912), par l'ajout de gadgets aussi ingénieux qu'insolites (ou fantaisistes). En vain, il tente de convaincre Spirou de l'intérêt de cette voiture.
C'est alors qu'Ibn-Mah-Zoud survient avec leur vieil ami Roulebille, des automobiles Turbot. Afin de racheter sa maladresse et en guise de dédommagement, l'émir leur offre le dernier modèle de la marque, la Turbot 2. En échange il se permet de repartir avec la De Dion-Bouton bricolée de Fantasio ; cette dernière ne pouvant (prétendument) dépasser le 40 à l'heure, il considère désormais ne plus présenter aucun danger. 
Un tel dénouement, à une époque où les performances automobiles en matière de rapidité sont présentées comme un progrès, constitue une vision prémonitoire de la limitation de vitesse comme facteur de sécurité sur la route.
Finalement, au moment où Spirou et Fantasio comptent enfin partir en vacances, ils tombent par hasard sur Gaston Lagaffe qui les cherchait : ils sont attendus en urgence à la rédaction ! Les vacances sont finies !

### Personnages
- Spirou
- Fantasio
- Spip
- Le marsupilami
- Gaston Lagaffe (première apparition)
- Ibn-Mah-Zoud (première apparition)
- Seccotine
- Roulebille

### Galerie

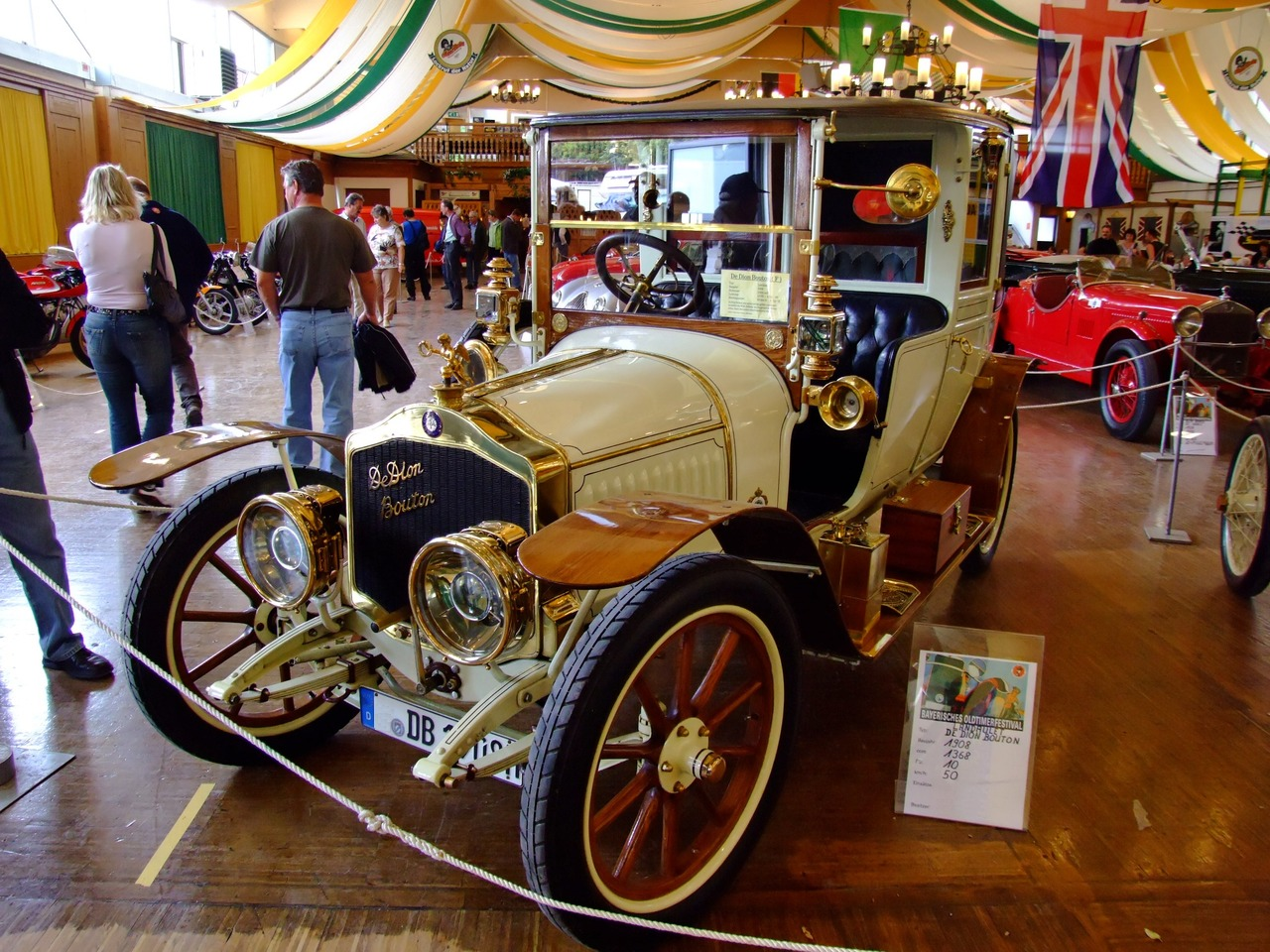
De Dion-Bouton landaulet de 1908

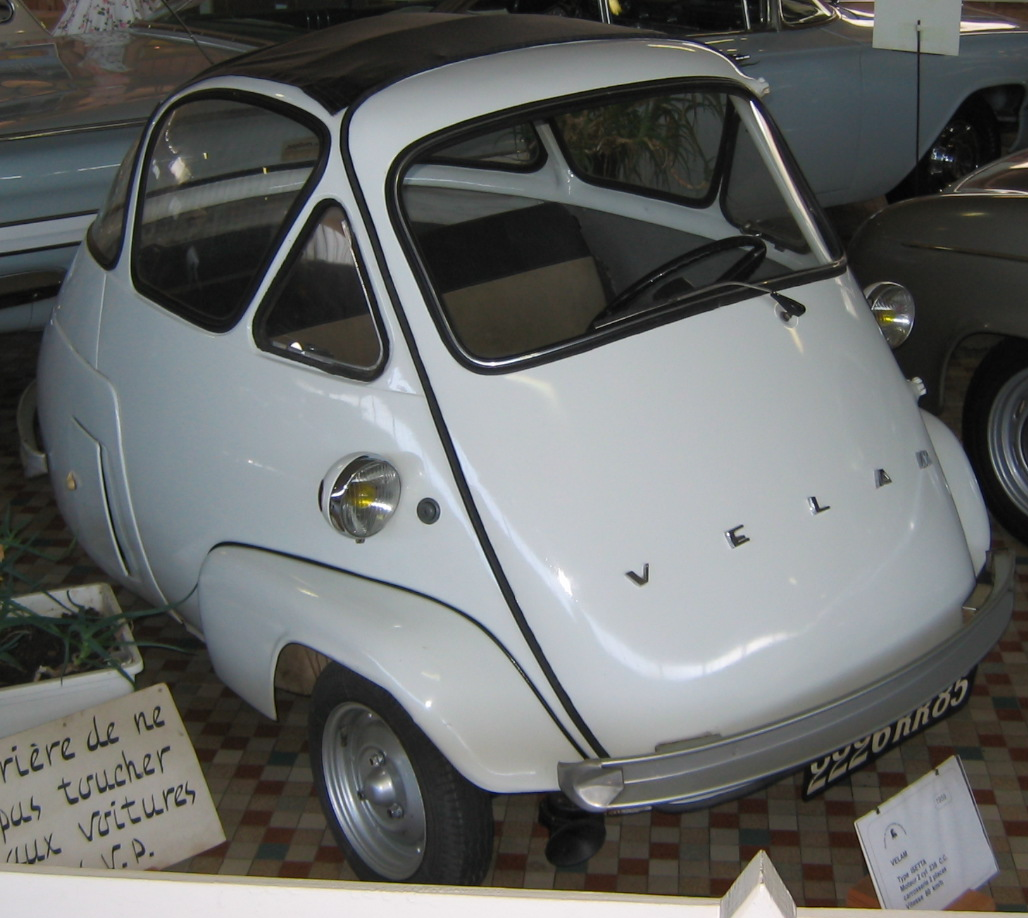
Velam Isetta, au musée automobile de Vendée

La minuscule voiture blanche percutée par Ibn-Mah-Zoud est une Isetta fabriquée par la firme Velam. Il s'agit du modèle décapotable de 1957, année de parution de cette histoire.

## Publication

### Revues
Vacances sans histoires est publié pour la première fois dans le journal Spirou, du no 1023 (paru le 21 novembre 1957) au no 1033 (paru le 30 janvier 1958). La publication était précédée durant les semaines précédentes par la grève de Fantasio du no 1019 (paru le 24 octobre 1957) au no 1022 (paru le 14 novembre 1957).

### Album
Vacances sans histoires (sans le prélude consacré à la grève de Fantasio) figure dans l'album Le gorille a bonne mine, publié pour la première fois le 17 octobre 1959. 